# Bonosus (Usurpator)

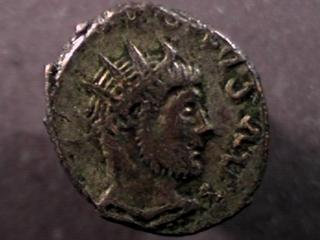
Antoninian des Bonosus (Authentizität unsicher).

Bonosus († 281) war ein römischer Usurpator. Die Überlieferung über ihn beruht weitgehend auf seiner Vita in der spätantiken, für diesen Zeitraum notorisch unzuverlässigen Historia Augusta. Daher sind viele Nachrichten kaum verifizierbar.
Nach der Historia Augusta wurde Bonosus in Hispanien geboren; sein Vater war ein Brite, seine Mutter eine Gallierin. Er verlor seinen Vater in jungen Jahren. Dennoch gelang es seiner Mutter, ihm eine geeignete Erziehung zu verschaffen. Er hatte eine ausgezeichnete Militär- und Beamtenkarriere hinter sich gebracht, als es den Germanen gelang die römische Flotte, die unter seinem Kommando stand, zu verbrennen.
Aus Angst vor den Konsequenzen rief er sich angeblich 280 (oder 281) in Köln – vielleicht zusammen mit Proculus – zum römischen Kaiser aus. Dem Kaiser Probus gelang es jedoch, ihn zu besiegen, worauf sich Bonosus erhängte. Nach der Historia Augusta hinterließ er eine Ehefrau und zwei Söhne, die von Probus ehrenvoll behandelt worden seien.
Andere spätantike Quellen berichten nur von der Erhebung des Bonosus in Köln und der Niederschlagung des Aufstandes durch Probus. Möglicherweise ist Bonosus eine fiktive Gestalt.